# Jetpur Navagadh
Jetpur Navagadh är en stad i delstaten Gujarat i Indien, och tillhör distriktet Rajkot. Folkmängden uppgick till 118 302 invånare vid folkräkningen 2011. Jetpur ligger 92 meter över havet.
Terrängen runt Jetpur är platt. Runt Jetpur är det tätbefolkat, med 369 invånare per kvadratkilometer. Jetpur är det största samhället i trakten. Runt Jetpur är det i huvudsak tätbebyggt.